# Anhalts voetbalkampioenschap 1926/27
In 1926/27 werd het dertiende Anhalts voetbalkampioenschap gespeeld, dat georganiseerd werd door de Midden-Duitse voetbalbond. 
SC Köthen 09 werd kampioen en plaatste zich voor de Midden-Duitse eindronde. De club verloor meteen van Erfurter SC 1895. 

## Gauliga
| Plaats | Club                    | Wed. | W  | G | V  | Saldo | Ptn.  |
| ------ | ----------------------- | ---- | -- | - | -- | ----- | ----- |
| 1.     | SC Köthen 09            | 18   | 14 | 1 | 3  | 70:25 | 29:7  |
| 2.     | SpVgg 1898 Dessau       | 18   | 10 | 4 | 4  | 38:21 | 24:12 |
| 3.     | SV Viktoria 1903 Zerbst | 18   | 11 | 1 | 6  | 51:35 | 23:13 |
| 4.     | Dessauer SV 05          | 18   | 7  | 6 | 5  | 34:32 | 20:16 |
| 5.     | Köthener FC Germania 03 | 18   | 6  | 4 | 8  | 38:36 | 16:20 |
| 6.     | SV Köthen 02            | 18   | 6  | 3 | 9  | 45:45 | 15:21 |
| 7.     | FC Wacker 1910 Bernburg | 18   | 5  | 5 | 8  | 35:53 | 15:21 |
| 8.     | SV 07 Bernburg          | 18   | 5  | 4 | 9  | 29:45 | 14:22 |
| 9.     | SV Germania 1908 Roßlau | 18   | 5  | 3 | 10 | 31:56 | 13:23 |
| 10.    | SC Dessau 1911          | 18   | 4  | 3 | 11 | 37:60 | 11:25 |

|  | Kampioen, geplaatst voor Midden-Duitse eindronde |
|  | Degradatie                                       |